# (26835) 1990 SH13
(26835) 1990 SH13 est un astéroïde de la ceinture principale d'astéroïdes découvert en 1990.

## Description
(26835) 1990 SH13 a été découvert le 23 septembre 1990 à l'observatoire de La Silla, au Chili, par Henri Debehogne.

### Caractéristiques orbitales
L'orbite de cet astéroïde est caractérisée par un demi-grand axe de 2,42 UA, un périhélie de 2,07 UA, une excentricité de 0,15 et une inclinaison de 1,32° par rapport à l'écliptique. Du fait de ces caractéristiques, à savoir un demi-grand axe compris entre 2 et 3,2 UA et un périhélie supérieur à 1,666 UA, il est classé, selon la JPL Small-Body Database, comme objet de la ceinture principale d'astéroïdes.

### Caractéristiques physiques
(26835) 1990 SH13 a une magnitude absolue (H) de 15,4 et un albédo estimé à 0,083.